# Рудольф Грейнц
Рудольф Генріх Грейнц (нім. Rudolf Heinrich Greinz 16 серпня 1866 - 16 листопада 1942) — австрійський письменник і поет, мандрівник, автор карти світу.

## Біографія
Рудольф Грейнц народився в Австрії, в містечку Прадль біля Інсбрука. Син будівельного радника. В університеті вивчав германістику, класичну філологію та історію мистецтв. Однак хвороба перешкодила йому пройти повний курс наук і отримати диплом. Рудольф Грейнц став інтенсивно займатися краєзнавством і етнографією Тіролю. Писав популярні романи, оповідання та гуморески про життя, історію та традиції Тіролю. Активно співпрацював з мюнхенським журналом Jugend. Сюди він регулярно постачав політико-сатиричні коментарі на злобу дня. Всього було написано близько сорока романів. Написав чимало віршів про сільське тірольське життя в традиціях селянської поезії.
У 1904 році під враженням подвигу крейсера «Варяг» написав вірш Der «Warjag», опубліковане в журналі Jugend. Незабаром він був переведений в Росії поетесою і перекладачкою Євгенією Студенською і покладено на музику О. С. Турищева, музикантом 12-го Астраханського гренадерського полку.
Помер в Інсбруку.
Російським читачам Грейнц в основному відомий за книгою Ярослава Гашека «Пригоди бравого солдата Швейка», де з великою іронією описана листівка з шибеницею, на якій повісили сера Едварда Грея і наведені вірші про цю шибеницю, взяті зі збірки Грейнца «Залізний кулак. Поминальнички нашим ворогам» (Die eiserne Faust. Marterln auf unsere Feinde).

## Твори
- Allerseelen
- Das Paradies der Philister
- Der Garten Gottes
- Der «Warjag» (1904)
- Vorfrühling der Liebe
- Der steile Weg
- Die große Sehnsucht
- Über Berg und Tal
- Das stille Nest
- Bergheimat - Zwei Erzählungen aus Tirol
- Mysterium der Sebaldusnacht
- Die Pforten der Ewigkeit. Legenden
- Der Turm des Schweigens
- Marterln und Votivtaferln des Tuifelemalers Kassian Kluibenschädel zu Nutz und Frommen der verehrlichen Zeitgenossen
- Der heilige Bürokrazius - eine heitere Legende
- Fridolin Kristallers Ehekarren
- Gertraud Sonnweber; Versunkene Zeit: romantische Liebesgeschichten aus Tirol
- Dämon Weib; Königin Heimat

## Пам'ять
- Вулиця Рудольф-Грейнц-штрассе в Інсбруку.